# Stathmodera minima
Stathmodera minima là một loài bọ cánh cứng trong họ Cerambycidae.